# Salvador Pérez Valiente
Salvador Pérez Valiente (Murcia, 23 de enero de 1919 - Palencia, 2005) fue un periodista y poeta español, perteneciente a la Primera generación de posguerra en la corriente de la poesía arraigada o garcilasismo, aunque evolucionó a la desarraigada o existencial, como en el poema "Deliberado homenaje a Rafael Alberti".

## Biografía
Nacido en la ciudad de Murcia y tras vivir en su infancia en Fortuna (Región de Murcia) quedó huérfano y se trasladó con su tío a Alcalá de Henares. Más tarde viviría en Elche y, finalmente, en Madrid, donde pasó la mayor parte de su vida.
Licenciado en Periodismo y en Filosofía y Letras, trabajó en Radio Nacional de España como redactor jefe de los programas para Hispanoamérica y como jefe del departamento de publicaciones. Además fue becario del CSIC y articulista en el diario Arriba y colaborador en Garcilaso así como cofundador de la revista Tránsito. Su poesía se caracteriza por ser más humanizada, coloquial y realista, dentro de una nueva corriente que surge a finales de los años 40. También ha sido descrito como un poeta "muy plural" a lo largo de su obra. Sus versos fueron muy bien acogidos y comentados por numerosos poetas como José Hierro o García Nieto, especialmente en su primera etapa, desde Cuando ya no hay remedio hasta Volcán. Aunque sus libros posteriores no obtuvieron la misma popularidad sí muestran una gran variedad de estilos y cosecharon varios premios.
Frecuentaba la tertulia del Café Gijón donde perteneció al grupo de poetas del garcilasismo o Juventud creadora, junto a Rafael Morales, Ramón de Garciasol, Marcial Suárez, José Luis Prado Nogueira, José García Nieto y los pintores Rafael Pena y Agustín Redondela. Además impartió conferencias por diversos países de Europa y América. Con menos asiduidad cultivo la prosa, destacando en ella con su Libro de Elche (1949).

## Obra poética
- Cuando ya no hay remedio (1947)
- Por tercera vez (1953)
- Lo mismo de siempre (1960)
- No amanece (1962), premio Polo de Medina.
- Volcán (1965)
- El que busca (1973)
- La tarde a perros (1976)
- Con odio, con temor, con ira (1977), Francisco de Quevedo del Ayuntamiento de Madrid.
- Tiempo en Ávila y yo (1980)
- La memoria, ese olvido (1984)
- Así en la tierra (1988)
- Que trata de un amor (1991)
- Cuaderno del escolar (1997)
- Cercado de mi (2000)

Toda su obra poética fue recogida en dos tomos editados por el Ayuntamiento de Fortuna (institución a la que Pérez Valiente cedió su colección compuesta por unos 9.000 ejemplares) bajo el título Obras Completas (2002).